# Hapoël Nof HaGalil
Maillots
Le Hapoël Nof HaGalil Football Club (en hébreu : מועדון כדורגל הפועל נוף הגליל), plus couramment abrégé en Hapoël Nof HaGalil, est un club israélien de football fondé en 1962 et basé dans la ville de Nof HaGalil.

## Historique
- 1962 : fondation du club sous le nom de Hapoël Nazareth Illit

## Palmarès
| \| - Championnat d'Israël de deuxième division (1) : - Champion : 2020-2021. - Vice-champion : 2003-2004. - Coupe de la Ligue de deuxième division (1) : - Vainqueur : 2020-2021. - Finaliste : 2024-2025. \| \| - Championnat d'Israël de troisième division (2) : - Champion : 1975-1976 et 1978-1979. - Championnat d'Israël de quatrième division (1) : - Champion : 1971-1972. \| |  | |
| - Championnat d'Israël de deuxième division (1) : - Champion : 2020-2021. - Vice-champion : 2003-2004. - Coupe de la Ligue de deuxième division (1) : - Vainqueur : 2020-2021. - Finaliste : 2024-2025. |  | - Championnat d'Israël de troisième division (2) : - Champion : 1975-1976 et 1978-1979. - Championnat d'Israël de quatrième division (1) : - Champion : 1971-1972. |

## Entraîneurs du club[2]
| - Motti Ivanir (2003 - 2006) - Yaron Hochenboim (2007 - 2008) - Ofer Mizrahi (2008) - Danny Golan (2008 - 2009) - Eldad Shavit (2009 - 2010) - Yaron Hochenboim (2010) - Itzhak Goeta (2011 - 2012) - Danny Golan (2012 - 2013) - Eldad Shavit (2013 - 2014) | - Shimon Hadari (2014 - 2015) - Ofer Talker (2015 - 2016) - Shimon Hadari (2016) - Idan Bar-On (2016 - 2017) - Yossi Zuzut (2017) - Yaron Hochenboim (2017 - 2019) - Itay Mordechai (2019 - 2020) - Yaron Hochenboim (2020 -) |